# Brachysteleum canadense
Brachysteleum canadense là một loài rêu trong họ Ptychomitriaceae. Loài này được (Mitt.) Kindb. mô tả khoa học đầu tiên năm 1897.